# Tjalleberd
Tjalleberd est un village situé dans la commune néerlandaise de Heerenveen, dans la province de la Frise. Son nom en frison est Tsjalbert. Le 1er janvier 2006, le village comptait 737 habitants.